# Проєкт «Жахіття»
Проєкт «Жахіття» (англ. Project Nightmare) — науково-фантастичне оповідання Роберта Гайнлайна. Опублікована журналом Amazing Stories в травні 1953.
Пізніше включене в збірку: «Загроза з Землі» (1959).

## Сюжет
Історія про ясновидіння та телекінетичні здібності серед невеликої кількості людей. На початку сюжету показується, як телекінетики здатні викликати вибух субкритичної маси плутонію, наче вона стала критичною масою, просто думаючи про неї (тобто, телекінетично посилюючи її внутрішню нейтронну емісію). І навпаки, вони здатні запобігти вибуху критичної маси.
Коли Сполучені Штати стають заручниками Радянського Союзу, через закладені на її території ядерні бомби, усі відомі ясновидючі та телекінетики збираються урядом і їм доручають знайти бомби, запобігати їх вибуху та знешкодити. Кожному оператору надається одне місто, але до наближення часу ультиматуму не всі бомби знаходяться, деякі оператори втрачають свої здібності внаслідок втоми, а інші зобов'язані одночасно провадити пошук у декількох містах. Зрештою, всі бомби виявляють та вимикають, за винятком однієї (у Клівленді, коли співробітник проєкту помилково відволік оператора).
У фінальній сцені Президент вимагає, щоб екстрасенси переломили хід подій і знайшли на негайно підірвали всі бомби які мали вирушити на територію США.